# الدوري التشيكوسلوفاكي 1984–85
الدوري التشيكوسلوفاكي 1984–85 هو الموسم 78 من الدوري التشيكوسلوفاكي ‏. أشرف على تنظيمه اتحاد جمهورية التشيك لكرة القدم، وكان عدد الأندية المشاركة فيه 16، وفاز فيه سبارتا براغ.